# Cuba (Nowy Meksyk)
Cuba – wieś w Stanach Zjednoczonych, w stanie Nowy Meksyk, w hrabstwie Sandoval.